# Trumpet Records

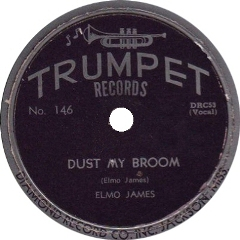
Elmore James, Dust my Broom.

Trumpet Records was een invloedrijk Amerikaans platenlabel uit de jaren vijftig, waarop gospel, blues en rhythm & blues uitkwam. Het werd in 1951 in Jackson in Mississippi door het echtpaar Lillian en Willard McMurry opgericht. Op dit label bracht Sonny Boy Williamson II zijn eerste platen uit en scoorde Elmore James zijn eerste hit, "Dust My Broom". In 1956 viel voor de onderneming het doek.
De drijvende kracht achter de oprichting was Lillian McMurry, wier man Willard in het pand 309 Farish Street een radioreparatiezaak had. In deze zaak repareerde Elmore James in 1949 radio's. Enthousiast geworden over de 'zwarte muziek' begon de 'blanke' Lillian in 1950 het label met de bedoeling om lokale groepen en musici opnamemogelijkheden te geven, die zij niet kregen bij grote labels. Op 3 mei 1950 werd de eerste opnamesessie gehouden in de studio van het pand, met de St. Andrew Gospelaires. In de jaren erna bracht het platen uit van muzikanten die grote namen in de blues zouden worden. Sonny Boy Williamsons eerste platen kwamen op Trumpet uit en in 1952 had Elmore James hier zijn eerste hit - James werkte toen nog in de radiozaak. Andere musici en groepen die er platen uitbrachten zijn onder meer Southern Sons Quartette, Kay Kellum, Luther Huff, Willie Love, Clayton Love, Joe Williams, Luke McDaniels, Tiny Kennedy, Tag Williams, Jimmy Swan en Lucky Joe Almond. Arthur Crudup nam voor Trumpet Records op onder de naam Elmer James.
In 1956 kwam het label in financiële problemen en sloot het de deuren. De contracten met de musici werden door de schuldeisers verkocht aan andere labels. Zo ging Sonny Boy Williamson naar Chess Records, waar hij nog zo'n zeventig opnames zou maken. Ook andere musici maakten carrière bij andere firma's.
Met Modern Records heeft Trumpet Records blues-platen uitgebracht die tot de beste van die tijd horen. Het pand 309 Farish Street is nu gemarkeerd met een herinneringsbord. Het adres leeft echter ook voort in een song van Sonny Boy Williamson, "309". Ook een ander lied van hem herinnert aan die tijd, "Pontiac Blues" gaat over Lillian McMurry's Pontiac. In 1998 werd de oprichtster ook opgenomen in de Blues Hall of Fame.

## Discografie
- In the Spirit: The Gospel and Jubilee Recordings of Trumpet Records (verzamelalbum, 16 songs), Alligator Records, 1994
- Trumpet Records: The Best of Blues & R&B (5-box set), Collectables Records, 2002